# Grand Prix Unlimited
Grand Prix Unlimited, pełna nazwa Road & Track Presents Grand Prix Unlimited – gra komputerowa o tematyce Formuły 1, wydana w 1992 roku przez Accolade.

## Rozgrywka
Gra oferuje wszystkie tory oraz pięć samochodów (McLaren MP4/7A, Ferrari F92A, Williams FW14B, Benetton B192 oraz Tyrrell 020B) z sezonu 1992. W grze zawartych jest jednak więcej torów, w tym wszystkie wchodzące w skład sezonów 1990 i 1991.
Gracz ma możliwość jazdy w sesji treningowej, wyścigu lub Mistrzostwach Świata na pięciu poziomach trudności, determinujących szybkość i agresję konkurentów. Gracz może wybrać sobie liczbę przeciwników i okrążeń wyścigu oraz warunku pogodowe. Wyścig odbywa się z widoku FPP, przy czym kokpity samochodów różnią się między sobą. Samochód podczas jazdy jest czuły. Istnieje możliwość włączenia automatycznej skrzyni biegów czy pomocy w skręcaniu.
W grze istnieje wbudowany edytor pozwalający na modyfikację istniejących torów i tworzenie nowych.
Możliwe jest ustawienie różnych atrybutów samochodu, jak czułość hamulców i układu kierowniczego czy rodzaj opon.

## Odbiór
Czasopismo Compute! pochwaliło grę za wysoką jakość wykonania. Podkreślano możliwości ustawienia samochodu i zmienne warunki pogodowe. Krytykowano natomiast niską jakość dźwięku. Gra została określona jako solidna, ale nie przełomowa, symulacja wyścigowa.